# Dolores (Abra)
Dolores ist eine philippinische Stadtgemeinde in der Provinz Abra. Sie hat 11.315 Einwohner (Zensus 2015).

## Baranggays
Dolores ist politisch unterteilt in 15 Baranggays.
| - Bayaan - Cabaroan - Calumbaya - Cardona - Isit | - Kimmalaba - Libtec - Lub-lubba - Mudiit - Namit-ingan | - Pacac - Poblacion - Salucag - Talogtog - Taping |